# Магия десяти
«Ма́гия десяти́» — российский аналог американской телеигры Power of Ten, выходивший на «Первом канале» с 7 января по 31 августа 2008 года. Ведущая — Вера Брежнева, бывшая солистка российско-украинской поп-группы «ВИА Гра».
Главный приз — 10 миллионов рублей.

## Правила игры
Отличительная особенность передачи — принципиальный отказ от вопросов на эрудицию. Компанией «Точка роста» были проведены социологические опросы среди россиян. Каким способом, среди какого числа респондентов и в каких городах проводил опрос, в телеэфире не уточнялось. Участникам предстояло угадывать их результаты. Примеры вопросов:
Сколько процентов россиян знают, когда у них день ангела? 

Сколько процентов женщин считают себя феминистками?
Ведущая также предварительно не знает результаты социологического вопроса — взамен этого она принимает активное участие в игровом процессе: предлагает собственные версии, домыслы, даёт советы участникам.

### Первый тур
В первом туре принимало участие 2 человека. Ведущая задает вопрос и участники в течение 10 секунд должны при помощи бегунка указать своё предположение по числу процентов. После этого оглашается верное число процентов. Тот игрок, который окажется ближе, получает 1 очко. Участник, набравший 3 очка, выходит во второй тур.
В новом сезоне (июль-август 2008 г.) правила шоу немного изменились. Например, для каждой игры со звёздами появилась конкретная тема вопросов, чего не было в выпусках с простыми участниками.

### Второй тур
Во втором туре уже шла игра на деньги. Участнику надо было указать диапазон, в котором по его мнению находится верный ответ. С каждым вопросом диапазон уменьшался:
| № вопроса | Стоимость  | Диапазон                  | Выигрыш при неверном ответе |
| --------- | ---------- | ------------------------- | --------------------------- |
| 1         | 1 000      | 40 пунктов                | 0                           |
| 2         | 10 000     | 30                        | 100                         |
| 3         | 100 000    | 20                        | 1 000                       |
| 4         | 1 000 000  | 10                        | 10 000                      |
| 5         | 10 000 000 | Точный процент (см. ниже) | 100 000                     |

Игрок может забрать выигранные деньги в любой момент до того, как он зафиксировал свой ответ. Также участник мог воспользоваться помощью зала — посмотреть их предположения в виде диаграммы. Если правильный ответ не находится в указанном интервале, то текущий выигрыш участника уменьшался в 100 раз (кроме 1-го вопроса, когда, в случае неверного ответа, игрок уходил ни с чем).

#### Вопрос на 10 миллионов
Если на вопросе на 1 миллион рублей правильный ответ находился в диапазоне, указанном участником, то он не оглашался, а участнику предстояло его угадать. Если он угадывал, то он становился обладателем 10 миллионов. За всю историю игры только четверо участников дошли до вопроса на 10 миллионов рублей, но суперприз не покорился никому:
- Ильдар Жандарёв, угадав, что ответ на вопрос «Сколько процентов россиян говорят, что взвешиваются каждый день?» находится в диапазоне 7 — 17 %, дал ответ 9 %, но верный ответ оказался 10 %.
- Михаил Леонтьев, угадав, что ответ на вопрос «Сколько процентов россиян считают верным утверждение: „Красота требует жертв“?» находится в диапазоне 62 — 72 %, дал ответ 69 %, но верный ответ оказался 71 %.

Также двое участников, Филипп Киркоров и Вячеслав Савидов, — не решились угадать точный процент и забрали с собой деньги.

## Критика
По мнению телекритика Ирины Петровской Вера Брежнева была бы более органична в качестве участницы программы «50 блондинок», нежели в роли ведущей:

«Ведущая „Магии“ — экс-солистка группы „ВИА Гра“ Вера Брежнева — легко представима среди блондинок на интеллектуальном шоу, но совсем беспомощна в качестве хозяйки студии. Эта роль даётся ей столь тяжело, что она выглядит измученной и удручённой, используя единственное средство для создания неформальной атмосферы: вымученную улыбку по любому поводу. К тому же, как выяснилось, это совершенно неинтересно — следить за тем, насколько близки ответы участников программы к цифрам, полученным в результате социологических опросов».

В конце августа 2008 года руководством «Первого канала» было принято решение о закрытии программы в связи с её низкими рейтингами. Идеи о её продолжении в новом сезоне на телеканале рассматривать не стали: это был сезонный телепроект.